# 第一書房 (第1期)
第一書房（だいいちしょぼう、1923年 創業 - 1944年3月31日 廃業）は、かつて存在した日本の出版社である。大正末年から戦前の昭和期に長谷川巳之吉が創業し、書物の美にフェティッシュにこだわり、絢爛とした造本の豪華本を刊行、「第一書房文化」と讃えられたことで知られる。
現在文京区本郷にある出版社・古書店の「株式会社第一書房」とは無関係である。

## 略歴・概要
1923年（大正12年）、29歳の編集者・長谷川巳之吉が、東京市麹町区三番町1番地（現在の東京都千代田区三番町1番地）に設立した。
1929年（昭和4年）には福田清人が入社している。社員編集者に野田宇太郎、十返肇、斎藤春雄、伊藤濤一（伊藤文學の父）、春山行夫（モダニズム詩人・編集者）、上田保（英文学者）、佐川英三（詩人）らがいた。冨士原清一（シュルレアリスム詩人・翻訳家）も一時在籍していた。堀口九萬一・堀口大學父子、大田黒元雄、田部重治らの翻訳や著作を多く出版した。「音楽と文学社」として自費出版していた大田黒は、第一書房を資金的にも大いに支援した。
1944年（昭和19年）3月末、同社が編集・出版する雑誌『新文化』の昭和19年3月号（通巻158号）に「第一書房 廃業御挨拶」を掲載、「出版一代論」を唱え、50歳にして「第一書房」を廃業、一切の権利を大日本雄辯會講談社（現在の講談社）に譲渡した。同社は、21年の間に単行本759点、全集叢書22点、雑誌13種を出版した。長谷川は戦後から1973年に没するまで、神奈川県藤沢市大字鵠沼に在住した。新たな出版事業は行わなかった。
社員の斎藤春雄、伊藤禱一は八雲書店に移籍した。戦後、詩人の田中冬二、元社員の伊藤祷一らが、「第一書房」を再興しようと長谷川にかけあったが断られ、「第二書房」を設立している。

## おもなビブリオグラフィ

### 雑誌
- 『汎天苑』、編集・発行長谷川巳之吉、1928年4月3日 創刊
- 『パンテオン』、全6号、編集・発行長谷川巳之吉、1928年
- 『セルパン』、編集・発行長谷川巳之吉（のち春山行夫が編集長）、1931年5月1日 創刊
- 『リベルテ』、1932年11月1日 創刊
- 『北支』、編集加藤新吉、発行、1939年6月1日 創刊
- 『新文化』、編集・発行長谷川巳之吉（十返肇が編集長）、1944年3月1日 廃刊

### 書籍

#### 1920年代
- 松岡譲『法城を護る人々』（1923年）、新版・法蔵館、1982年
- 堀口大學訳詩集『月下の一群』（1925年）、のち新潮文庫、岩波文庫ほか
- フイオナ・マクラオド『かなしき女王』 （松村みね子訳、1925年）。新編・沖積舎、新版1999年 ISBN 4806030252
- 上田敏『上田敏詩集』（1925年）。新編・岩波文庫
- 野口米次郎『野口米次郎ブックレット』（全35編、1925年 - 1927年6月）
- 矢野峰人『詩学雑考』（1926年）
- 堀口大學『砂の枕』（1926年）
- 『佐藤春夫詩集』（1926年）
- 佐藤春夫『女誡扇綺譚』（1926年）、のち新編・中公文庫、2020年
- 蒲松齢『聊斎志異』（柴田天馬訳、1926年、新編1933年） - 発禁処分で1巻目のみ
- R・M・リルケ『リルケ詩抄』（茅野蕭々訳、1927年）。岩波文庫 2008年 ISBN 4003117913
- 日夏耿之介『黄眠帖』（1927年）
- 『堀口大學詩集』（1928年）
- 辰野隆『ボオドレエル研究序説』（1929年） - 初期の研究
- 松岡譲『漱石写真帖』（1929年）

#### 1930年代
- 三好達治『測量船』（1930年）、のち講談社文芸文庫、1996年9月 ISBN 4061963872
- 堀口九萬一『游心録』 （1930年）
- 『木下杢太郎詩集』 （1930年）
- ルイス・フロイス『ルイス・フロイス日本書翰』 （木下杢太郎訳、1931年）
- 青柳瑞穂詩集『睡眠』 （1931年）
- 大島正健『国語の語根とその分類』 （1931年）
- 大島正健『漢音呉音の研究』 （1931年）
- パウル・ベッカー『ベエトオヴェン』（大田黒元雄訳、1931年、『ベートーヴェン』上下、音楽之友社音楽文庫、1953年）
- ジェイムズ・ジョイス『ユリシイズ』 （伊藤整・辻野久憲・永松定訳、1931年 - 1933年）
- 田部重治『中世欧洲文学史』 （1932年）、のち『中世ヨーロッパ文学史』、法政大学出版局、1966年
- 茅野蕭々『ゲョエテ研究』 （ゲーテの研究書、1932年）
- 丸山薫『帆・ランプ・鴎』 （1932年）
- アンリ・ベルグソン『精神力』 （小林太市郎訳、1932年）
- 田部重治『心の行方を追ふて』 （1933年、角川文庫、1951年）
- 友松円諦『現代人の仏教概論』 （1933年）
- 平田禿木『英文学散策』 （1933年）
- 『佛蘭西新作家集』 （青柳瑞穂訳、1933年） - フィリップ・スーポー『戀の酒場』ほか
- ジョン・ラスキン『近代画家論』 （第1巻、石井正雄・沢村寅二郎訳、1933年）
- 西脇順三郎『ヨーロッパ文学』 （1933年）
- ジェイムズ・ジョイス『ヂオイス詩集』 （西脇順三郎訳、1933年）
- 金素雲『朝鮮口伝民謡集』 （1933年）
- 中川一政『美術方寸』 （1933年）
- 友松円諦『法句経講義』 （1934年）
- 後藤末雄『仏蘭西精神史の一側面』 （1934年）
- 新関良三『現代独逸文学の展望』 （1934年）
- 坂本万七『山中常盤』、全12巻 （1934年）
- 成瀬無極『文芸百話』 （1934年）
- パール・バック『大地』（新居格訳、1935年）
- 堀口大學随筆集『季節と詩心』（1935年）、のち講談社文芸文庫 2007年3月 ISBN 4061984721
- 丸山薫『鶴の葬式』 （1935年）
- 宍戸左行『スピード太郎』 （1935年）、のち『少年小説大系 資料篇1 スピード太郎』所収、三一書房、1988年 ISBN 4380885496
- ツェルバツキー『仏教哲学概論』（市川白弦訳、1935年）
- 大田黒元雄『歌劇大観』（1917年）。音楽と文学社版を増訂
- 阿部知二『冬の宿』 （1936年、岩波文庫、1956年）、のち講談社文芸文庫、2010年1月 ISBN 4062900726
- ジャック・シャルドンヌ『結婚』 （佐藤朔訳、1936年）
- 宇野千代『別れも愉し』 （1936年）、のち集英社文庫、1991年9月 ISBN 4087497445
- ジュリアン・グリーン『閉された庭』 （新庄嘉章訳、1936年）
- ウジェエヌ・ダビ『北ホテル』 （獅子文六訳、1936年）
- パール・バック『母』（深沢正策訳、1936年）
- アースキン・コールドウエル『タバコ・ロード』（北村小松訳、1937年）
- 川田順自選歌文『晩来抄』（1937年）
- 富士川游『医術と宗教』（1937年）
- アンドレ・ジイド『ソヴェト紀行修正』 （堀口大學訳、1937年）
- パール・バック『戦へる使徒』（深沢正策訳、1937年）
- 林房雄『壮年』 （全2部、1936年 - 1940年）
- 田部重治『山と渓谷』 （1938年）、のち新編・岩波文庫、1993年8月 ISBN 4003114213
- 阿部知二『北京』 （1938年、角川文庫、1955年）
- パール・バック『東の風西の風（代表選集）』（深沢正策訳、1938年）
- パール・バック『母の肖像』（深沢正策訳、1938年）
- マーガレット・ミッチェル『風と共に去る』（深沢正策訳、1938-39年）
- 伊藤整『街と村』（1939年）、のち新編『街と村・生物祭・イカルス失墜』講談社文芸文庫、1993年2月 ISBN 4061962116
- 山岸外史『人間キリスト記』（1939年） - 第3回北村透谷文学賞受賞
- アンドレ・ジイド『芸術論』（河上徹太郎訳、1939年）

#### 1940年代
- アドルフ・ヒトラー『我が闘争』（室伏高信訳、日本初訳、1940年6月15日）
- 奥野信太郎『随筆北京』 （1940年）、のち新編・平凡社東洋文庫、1990年9月 ISBN 4582805221
- 与田凖一『山羊とお皿』 （1940年）
- 真渓涙骨『自己を省みる』 （1940年）
- 木村毅『支那紀行』 （1940年）
- ヴィリエ・ド・リラダン『ルノワアル夫人の神』 （齋藤磯雄訳、1940年）
- パール・バック『母の生活』 （村岡花子訳、1940年）
- 香椎浩平『英雄日本民族の自覚』 （1940年）
- イグナツィ・パデレフスキ『パデレフスキー自伝 - 愛国の音楽者』（原田光子訳、1940年）
- フェリックス・ワインガルトナー『闘争の一生 ワインガルトナア自伝』 （大田黒元雄訳、1940年）
- スタインベツク『怒りの葡萄』 （1941年）
- 板垣直子『事変下の文学』 （1941年）
- シャルル・ボードレール『悪の華』（佐藤朔訳、1941年）
- 大川周明『米英東亜侵略史』 （1941年）
- 五島茂『新しき短歌論』（1942年）
- 池田亀鑑『古典文学論』（1943年）
- ダントルコール『中国陶瓷見聞録』 （小林太市郎訳、1943年）、のち新編・平凡社東洋文庫、1979年1月 ISBN 4582803636
- 下村湖人『若き建設者』（1943年）
- 金子大栄『親鸞教の研究』 （1943年）
- 斎藤茂吉『小歌論』（1943年11月）
- 笹野堅『幸若舞曲集』（1943年12月）

### 全集
- 小泉八雲『小泉八雲全集』、全17巻、田部隆次・大谷正信ら訳 （1926年 - 1928年）
- 『俳句文学全集』、全15巻 - 富安風生ほか
- 『近代劇全集』、全43巻 （1927年6月 - 1930年、円本）
第14巻 ミユッセ『戸を開けさらずば閉ぢよ』、アントワーヌ・ド・ベック『堅気な女』 （内藤濯訳）
第15巻 仏蘭西篇 ブリュー『ブランシェット』 （内藤濯訳）
第18巻 仏蘭西篇 ロジェ・マルタン・デュ・ガール『ルリュ爺さんの遺言』 （堀口大学訳）、シャルル・ヴィルドラック『商船テナシチィ』（山田珠樹訳、1927年
第19巻 仏蘭西篇 ミルボオ『事業は事業』 （内藤濯訳）
第20巻 仏蘭西篇 ジャック・コポー『家』 （内藤濯訳）
第36巻 ベナベンテ『伯爵夫人の驚き』、セーカ『日盛り』、シエルラ『かはいさうなフアン』、キンテイロ兄弟『太鼓と小鈴』 （永田寛定訳、1930年）
- 土田杏村『土田杏村全集』全15巻（恒藤恭編、1935年 - 1936年）
- 『短歌文学全集』 （1936年 - 1937年）
北原白秋『北原白秋篇』 （1936年）
与謝野晶子『与謝野晶子篇』 （1936年）
前田夕暮『前田夕暮篇』 （1936年）
若山牧水『若山牧水篇』 （若山貴志子編纂、1936年）
窪田空穂『窪田空穂篇』 （1937年）
島木赤彦『島木赤彦篇』 （久保田周介編纂、1937年）
尾上柴舟『尾上柴舟篇』 （1937年）
釋迢空『釋迢空篇』 （1937年）
佐佐木信綱『佐佐木信綱篇』 （1937年6月）
伊藤左千夫『伊藤左千夫篇』 （1937年7月）
齋藤茂吉『齋藤茂吉篇』 （宇野浩二編纂、1937年）
木下利玄『木下利玄篇』
石原純『石原純篇』 （第14巻、1937年）
- 『世界文豪読本全集』、全12巻 - 佐藤正彰訳「ヴァレリイ篇」（1938年） - 復刻・クレス出版、2001年 ISBN 4877331239
- 『世界大思想家選集』、全10巻 （1940年 - 1941年）
アウグスティヌス、佐野勝也訳『アウグスティヌス篇』 （1940年）
ヨハン・ゴットリープ・フィヒテ、陶山務訳『フィヒテ篇』
ルネ・デカルト、川田熊太郎訳『デカルト篇』 （1940年）
アンリ・ベルクソン、吉岡修一郎訳『ベルグソン篇』 （1940年）
フリードリヒ・シュライアマハー、大島豐訳『シェライエルマッハア篇』 （1940年）
アリストテレス、出隆訳『アリストテレス篇』 （1941年）
マルティン・ルター、浅地昇訳『ルッタア篇』 （1941年）

## 関連書籍
- 林達夫ほか『第一書房 長谷川巳之吉』 日本エディタースクール出版部、1984年9月
- 長谷川郁夫『美酒と革嚢 第一書房・長谷川巳之吉』 河出書房新社、2006年8月 ISBN 4309017738